# آهنگ ابدی
آهنگ ابدی (عربی: لحن الخلود) فیلمی در ژانر درام و رمانتیک به کارگردانی هنری برکات است که در سال ۱۹۵۲ منتشر شد. از بازیگران آن می‌توان به فاتن حمامه اشاره کرد.